# 이승우 (1988년)
이승우(李承禹, 1988년 12월 8일 ~ )은 전 KBO 리그 삼성 라이온즈의 투수이다.

## 출신학교
- 청원초등학교
- 청원중학교
- 장충고등학교